# André Rey (cầu thủ bóng đá)
André Rey (sinh ngày 22 tháng 1 năm 1948 tại Strasbourg) là cựu cầu thủ bóng đá chuyên nghiệp Pháp. Ông từng thi đấu ở vị trí thủ môn trong cả sự nghiệp.